# Eublemma daphoenoides
Eublemma daphoenoides är en fjärilsart som beskrevs av Emilio Berio 1941. Eublemma daphoenoides ingår i släktet Eublemma och familjen nattflyn. Inga underarter finns listade i Catalogue of Life.